# Marie-Thérèse Humbert
Pour les articles homonymes, voir Humbert.
Marie-Thérèse Humbert est une écrivaine mauricienne de langue française née le 17 juillet 1940 à Quatre Bornes, à l'île Maurice.

## Biographie
Elle naît dans une famille mauricienne, aux origines anglo-françaises. Son père, René Humbert, est avocat, et elle a cinq frères et sœurs. Elle quitte définitivement l'île Maurice en 1958, à 18 ans, d'abord pour l'Angleterre, où elle obtient un certificat de mathématiques à l'université de Cambridge, puis s'installe en France, où elle suit des études de lettres et littérature comparée à la Sorbonne. Elle est l'autrice de plusieurs romans et nouvelles. Elle vit actuellement dans le département de l'Indre. Elle est également engagée dans la vie locale, notamment en étant plusieurs fois candidate aux élections cantonales ou municipales (dans l'Indre, puis en Loire-Atlantique, où elle a vécu six ans avant de revenir s'établir dans le Berry en 2018). Elle est mère de cinq enfants.

## Ouvrages
- À l'autre bout de moi, Stock, Paris, 1979, Grand prix des lectrices de Elle
- Le Volkameria, Stock, Paris, 1984.
- Une robe d'écume et de vent, Stock, Paris, 1989.
- Un fils d'orage, Stock, Paris, 1992, prix Terre de France
- La montagne des signaux, Stock, Paris, 1994.
- Le chant du seringat la nuit, Stock, Paris, 1997.
- Amy, Stock, Paris, 1998.
- Comme un vol d'ombres, Stock, Paris, 2000.
- Les désancrés, Gallimard, 2015.
- Maisons et Royaumes, Gallimard, 2017.